# 조지 워싱턴 취임식 성경

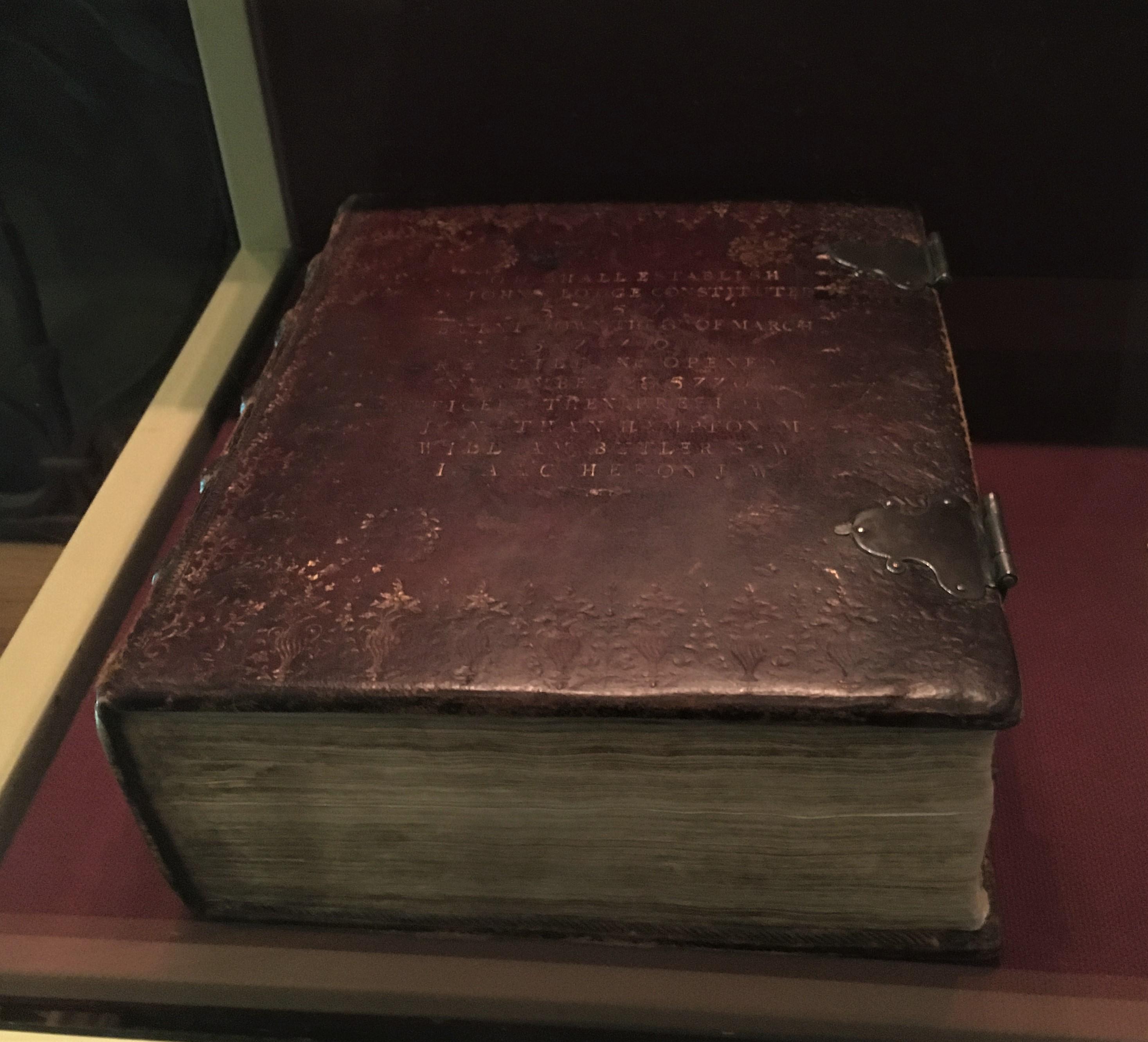
페더럴 홀 국립 기념관에 전시된 취임식 성경

조지 워싱턴 취임식 성경(영어: George Washington Inaugural Bible)은 조지 워싱턴이 1789년 4월 30일 초대 미국 대통령으로 취임할 때 선서에 사용된 성경이다. 이 성경은 이후 몇몇 다른 미국 대통령의 취임식에서 선서서로 사용되었다.
이 성경은 1767년판 킹 제임스 성경으로, 외경을 포함하며 당시의 역사적, 천문학적, 법적 자료로 정교하게 보완되어 있다. 세인트 존스 롯지 1번(St. John's Lodge No. 1), 앤션트 요크 메이슨은 현재 조지 워싱턴 취임식 성경으로 알려진 성경의 관리자이다. 취임식 중 성경이 무작위로 창세기 49장에 펼쳐진 것인지, 아니면 워싱턴이 의도적으로 선택한 것인지에 대한 논쟁이 있다.

## 조지 워싱턴의 취임식

워싱턴의 취임식

취임식은 뉴욕시 월가의 페더럴 홀 발코니에서 수많은 관중 앞에서 거행되었다. 워싱턴은 짙은 갈색 천과 흰색 실크 스타킹으로 된 옷을 입고 있었는데, 모두 미국에서 제작된 것이었다. 그의 머리는 당시 유행에 따라 가루를 바르고 묶어 리본을 달았다.
취임 선서는 로버트 R. 리빙스턴이 처음 주관했다. 대통령이 손을 얹은 펼쳐진 성경은 상원 비서인 새뮤얼 얼라인 오티스가 풍부한 진홍색 벨벳 쿠션 위에 들고 있었다. 그들과 함께 부통령으로 선출된 존 애덤스, 뉴욕 초대 주지사 조지 클린턴, 필립 스카일러, 존 제이, 육군 소장 헨리 녹스, 제이콥 모턴(성경이 준비되지 않았다는 것을 알고 롯지 성경을 가져온 세인트 존스 롯지의 마스터), 그리고 다른 저명한 손님들이 있었다.
신뢰할 만한 동시대 기록이 없는 상황에서, 이 사건에 대한 가장 흔한 설명은 워싱턴이 선서를 마친 후 성경에 경건하게 입을 맞추고 눈을 감은 채 헌신적인 태도로 "신이여 저를 도우소서(So help me God)"라고 말했다는 것이다. 그러자 리빙스턴은 "되었다!"고 외치며 사람들을 향해 "만세, 조지 워싱턴, 미국 대통령!"이라고 외쳤고, 이 외침은 그 자리에 있던 군중들에게 메아리치고 또 메아리쳤다.
그러나 그가 선서에 "신이여 저를 도우소서"라는 문구를 덧붙였는지 여부에 대해서는 현재 논쟁이 있다. 워싱턴의 선서에 대한 유일한 동시대 기록은 프랑스 영사인 엘레노르-프랑수아-엘리, 드 무스티에 백작의 보고서인데, 그는 헌법적 선서에 "신이여 저를 도우소서"라는 언급 없이 보고했다. 워싱턴이 "신이여 저를 도우소서"를 덧붙였다고 알려진 가장 초기의 출처는 취임 당시 6세였던 워싱턴 어빙에게 귀속되며, 사건 발생 60년 후에 처음 나타난다.
결론적으로 워싱턴과 다른 사람들은 의회 결의에 따라 성 바울 예배당으로 행진하여 새 정부에 대한 하나님의 축복을 기원했다.

## 다른 취임식 및 등장
이 성경은 이후 1921년 워런 G. 하딩, 1953년 드와이트 D. 아이젠하워, 1977년 지미 카터, 그리고 워싱턴 취임 200주년이었던 1989년 조지 H. W. 부시의 취임식에 사용되었다. 이 성경은 조지 W. 부시 첫 취임식에도 사용될 예정이었으나, 폭우로 인해 불가능했다. 그러나 날씨가 좋아질 경우를 대비하여 미국 국회의사당에 세인트 존스 롯지의 프리메이슨 세 명의 관리하에 성경이 보관되어 있었다.
그 외에도 이 성경은 워싱턴 대통령과 에이브러햄 링컨 대통령의 장례 행렬에도 사용되었다. 또한 미국 국회의사당의 중심석 기공식, 워싱턴 기념탑 봉헌식, 백악관, 미국 국회의사당, 그리고 자유의 여신상의 주춧돌 기공 100주년 기념식, 1964년 뉴욕 세계 박람회뿐만 아니라 항공모함 USS 조지 워싱턴 진수식에도 사용되었다. 1867년 보스턴, 1869년 필라델피아의 프리메이슨 사원 주춧돌 기공식에도 사용되었다.
최근 몇 년 동안 이 성경은 뉴욕에서 워싱턴 취임식 장소에 위치한 페더럴 홀 국립 기념관과 뉴욕 역사 학회에, 그리고 워싱턴 D.C.에서는 스미소니언과 미국 국회의사당 방문자 센터에 전시되었다.

## 세인트 존스 롯지 1번 재단, Inc.
2009년, 롯지는 조지 워싱턴 취임식 성경을 보존, 유지 및 복원하기 위한 목적으로 등록된 공공 자선 단체를 설립했다. 2014년, 세인트 존스 롯지 1번 재단, Inc.는 IRS 501(c)(3) 비영리 단체로 인정받았다.

## 같이 보기
- 미국 대통령 취임식
- 링컨 성경
- 조지 워싱턴 문서 목록